# Integrabilidade à Riemann
A integral de Riemann aplica-se apenas a funções {\displaystyle f:[a,b]\rightarrow \mathbb {R} } que sejam limitadas. Apesar desta limitação, trata-se de uma integral bastante importante e muito sugestiva na sua formulação pela ligação ao conceito de área de regiões do plano limitadas por gráficos de funções reais de variável real. Sendo uma integral aplicável a uma classe vasta de funções, é conhecido o habitual exemplo da função de Dirichlet como caso de função não integrável à Riemann. Procuraremos aqui detalhar um pouco as qualidades que uma função limitada deve ter para ser integrável à Riemann.
É também conhecido que o integral de Riemann possui várias formulações. Iremos aqui, com brevidade, seguir a formulação de Darboux, segundo a qual a integral de Riemann é resultante das integrais inferior e superior. Estas integrais são formuladas com base nas chamadas somas de Darboux (inferior e superior) constituídas por sua vez a partir de uma dada partição  {\displaystyle P=\{x_{0},x_{1},...,x_{n}\}} de {\displaystyle [a,b]}. Por {\displaystyle {\mathcal {P}}([a,b])} designaremos o conjunto de todas as partições do intervalo {\displaystyle [a,b]}. O valor {\displaystyle |P|=max\{x_{i}-x_{i-1}:i=1,...,n\}} é designado por diâmetro da partição.
A soma inferior é definida por
{\displaystyle s_{f}(P)=\sum _{i=1}^{n}m_{i}(x_{i}-x_{i-1})}, onde {\displaystyle m_{i}=\inf\{f(x):x\in [x_{i-1},x_{i}]\}}
e a soma superior por
{\displaystyle S_{f}(P)=\sum _{i=1}^{n}M_{i}(x_{i}-x_{i-1})}, onde {\displaystyle M_{i}=\sup\{f(x):x\in [x_{i-1},x_{i}]\}}.
A integral inferior de {\displaystyle f} em {\displaystyle [a,b]} é então dada por
{\displaystyle {\underline {\int }}_{a}^{\ b}f(x)\,\mathrm {d} x=\sup\{s_{f}(P):P\in {\mathcal {P([a,b])}}\}},
e a integral superior de {\displaystyle f} em {\displaystyle [a,b]} como
{\displaystyle {\overline {\int }}_{a}^{\ b}f(x)\,\mathrm {d} x=\inf \ \{S_{f}(Q):Q\in {\mathcal {P}}([a,b])\}}
Tem-se que
{\displaystyle {\underline {\int }}_{a}^{\ b}f(x)\,\mathrm {d} x\leq {\overline {\int }}_{a}^{\ b}f(x)\,\mathrm {d} x}
e {\displaystyle f} diz.se integrável à Riemann em {\displaystyle [a,b]} se 
- {\displaystyle {\underline {\int }}_{a}^{\ b}f(x)\,\mathrm {d} x={\overline {\int }}_{a}^{\ b}f(x)\,\mathrm {d} x.}

Em tal situação escreve-se
{\displaystyle {\int }_{a}^{\ b}f(x)\,\mathrm {d} x={\underline {\int }}_{a}^{\ b}f(x)\,\mathrm {d} x={\overline {\int }}_{a}^{\ b}f(x)\,\mathrm {d} x.}